# Yūdai Tobita
Yūdai Tobita (japanisch 飛田 裕大 Tobita Yūdai; * 15. August 1996 in der Präfektur Kanagawa) ist ein japanischer Fußballspieler.

## Karriere
Tobita erlernte das Fußballspielen in der Jugendmannschaft vom FC Machida Zelvia und der Universitätsmannschaft der Kanagawa Institute of Technology. Seinen ersten Vertrag unterschrieb er 2017 bei YSCC Yokohama II. 2019 wechselte er in die erste Mannschaft des Drittligisten YSCC Yokohama. Für den Verein absolvierte er zwei Ligaspiele. 2020 wechselte er zum Regionalligisten Fukuyama City FC. Hier stand er zwei Jahre unter Vertrag. Im Januar 2022 unterschrieb er einen Vertrag beim unterklassigen Hayabusa Eleven.